# Melanargia palaestinensis
Melanargia palaestinensis är en fjärilsart som beskrevs av Staudinger-rebel 1901. Melanargia palaestinensis ingår i släktet Melanargia och familjen praktfjärilar. Inga underarter finns listade i Catalogue of Life.